# پیروجشا گودرج
پیروجشا گودرج (انگلیسی: Pirojsha Burjorji Godrej؛ ۱۸۸۲ – ۱۹۷۲) اهالی کسب‌وکار و کارآفرین اهل هند بود، که از بنیانگذاران گروه گودرج محسوب می‌شد.